# Tro Bro Léon 2024
De 41e editie van de Franse wielerwedstrijd Tro Bro Léon vond plaats op 5 mei 2024. Titelverdediger was de Italiaan Giacomo Nizzolo, hij nam deze editie niet deel. Opvolger van Nizzolo werd de Belg Arnaud De Lie die, ondanks tweemaal een lekke band te hebben gehad in deze wedstrijd, de sterkste was in een sprint van acht renners. De Lie, Thomas Gachignard en Clément Venturini eindigden bij de vorige editie eveneens in de top tien.
Startplaats van deze wedstrijd was Le Carpont Plouguin en de finish lag 203,6 kilometer verderop in Lannilis. De wedstrijd was onderdeel van de UCI ProSeries en de Coupe de France.

## Uitslag
| Plaats  | Naam              | Ploeg                           | tijd     |
| ------- | ----------------- | ------------------------------- | -------- |
| Winnaar | Arnaud De Lie     | Lotto-Dstny                     | 4u55'23" |
| 2       | Clément Venturini | Arkéa-B&B Hotels                | z.t.     |
| 3       | Pierre Gautherat  | Decathlon AG2R La Mondiale Team | z.t.     |
| 4       | Riley Sheehan     | Israel-Premier Tech             | z.t.     |
| 5       | Jonas Abrahamsen  | Uno-X Mobility                  | z.t.     |
| 6       | Morné van Niekerk | St Michel-Mavic-Auber93         | z.t.     |
| 7       | Luca Mozzato      | Arkéa-B&B Hotels                | z.t.     |
| 8       | Thomas Gachignard | TotalEnergies                   | z.t.     |
| 9       | Markus Hoelgaard  | Uno-X Mobility                  | + 8"     |
| 10      | Tom Van Asbroeck  | Israel-Premier Tech             | + 49"    |
|         |                   |                                 |          |
| 48      | Alexander Konijn  | Nice Métropole Côte d'Azur      | + 3'22"  |

1984 · 1985 · 1986 · 1987 · 1988 · 1989 · 1990 · 1991 · 1992 · 1993 · 1994 · 1995 · 1996 · 1997 · 1998 · 1999 · 2000 · 2001 · 2002 · 2003 · 2004 · 2005 · 2006 · 2007 · 2008 · 2009 · 2010 · 2011 · 2012 · 2013 · 2014 · 2015 · 2016 · 2017 · 2018 · 2019 · 2020 · 2021 · 2022 · 2023 · 2024
Ronde van Valencia ·
Figueira Champions Classic ·
Ronde van Oman ·
Clásica de Almería ·
Ronde van de Algarve ·
Ruta del Sol ·
Ardèche Classic ·
Drôme Classic ·
Kuurne-Brussel-Kuurne ·
Trofeo Laigueglia ·
Nokere Koerse ·
Milaan-Turijn ·
GP Denain ·
Bredene Koksijde Classic ·
Grote Prijs Miguel Indurain ·
Scheldeprijs ·
Brabantse Pijl ·
Ronde van de Alpen ·
Ronde van Turkije ·
Grote Prijs van Plumelec ·
Tro Bro Léon ·
Ronde van Hongarije ·
Vierdaagse van Duinkerke ·
Boucles de la Mayenne ·
Ronde van Noorwegen ·
Circuit Franco-Belge ·
Brussels Cycling Classic ·
Dwars door het Hageland ·
Ronde van België ·
Ronde van Slovenië ·
Ronde van het Qinghaimeer ·
Ronde van Wallonië ·
Arctic Race of Norway ·
Ronde van Burgos ·
Ronde van Denemarken ·
Ronde van Duitsland ·
Maryland Cycling Classic ·
Ronde van Groot-Brittannië ·
Grote Prijs van Fourmies ·
GP Industria & Artigianato-Larciano ·
Coppa Sabatini ·
Grote Prijs van Wallonië ·
Ronde van Luxemburg ·
Super 8 Classic ·
Ronde van Langkawi ·
Ronde van het Münsterland ·
Ronde van Emilia ·
Parijs-Tours ·
Coppa Bernocchi ·
Ronde van de Drie Valleien ·
Ronde van Piemonte ·
Ronde van het Taihu-meer ·
Ronde van Veneto ·
Japan Cup ·
Veneto Classic